# Sozialpädagogische Lebensgemeinschaft
Die Sozialpädagogische Lebensgemeinschaft (SpLG) ist eine spezielle Form der stationären Heimerziehung nach § 27 ff, Hilfen zur Erziehung und § 34 SGB VIII, Heimerziehung, sonstige betreute Wohnformen.
In sozialpädagogischen Lebensgemeinschaften wohnen und arbeiten praxiserfahrene pädagogische Fachkräfte mit Kindern und Jugendlichen zusammen. Die sozialpädagogischen Lebensgemeinschaften bieten Kindern und Jugendlichen, die aus problematischen Lebensumständen kommen und zum Teil Vernachlässigung, Gewalt und Missbrauch erfahren haben oder verhaltensauffällig sind, ein zeitlich begrenztes neues Zuhause. Die Kinder und Jugendlichen leben in Familien oder bei Einzelpersonen, wobei i. d. R. bis zu vier Kinder aufgenommen werden. Die Betreuung in einer Sozialpädagogischen Lebensgemeinschaft ist eine sehr individuelle Form der Unterbringung. Dieses beinhaltet die Teilhabe des Kindes am privaten Leben der Betreuungspersonen.
Sozialpädagogische Lebensgemeinschaften arbeiten in unterschiedlichen Organisationsformen, die über klassische sozialversicherungspflichtige Arbeitsverhältnisse, über freie Mitarbeit bis hin zu selbstständigen gewerblichen Unternehmung führen. Die Mehrheit ist jedoch freien gemeinnützigen Trägern der Jugendhilfe angeschlossen. Der Betreuungsschlüssel liegt überwiegend bei 1:2. In Sozialpädagogischen Lebensgemeinschaften mit mehr als zwei Plätzen unterstützen weitere Fachkräfte die pädagogische Arbeit oder beide Partner stehen der Arbeit zur Verfügung. Zusätzliche Hilfen für Urlaubs- und Krankheitsvertretungen werden trägerabhängig sehr unterschiedlich zur Verfügung gestellt.
Grundlage der pädagogischen Arbeit in Sozialpädagogischen Lebensgemeinschaften ist das Angebot einer konstanten Beziehung. Dadurch eröffnet sich ein pädagogischer bzw. therapeutischer Zugang, der eine besondere Stärke dieser Betreuungsform ist. Den Kindern und Jugendlichen werden verlässliche und intensive Beziehungen angeboten mit dem Bewusstsein, dass die Kinder und Jugendlichen dieses Angebot in unterschiedlicher Art und Weise nutzen. Der pädagogisch gestaltete Alltag ist Lern- und Übungsfeld für die Entwicklung der Kinder und Jugendlichen. Merkmale der Alltagsstruktur sind wiederkehrende Rhythmen, Aufgaben und Standardsituationen.
Die pädagogischen Fachkräfte sind zur Sicherung der fachlichen Qualität der Arbeit in ein institutionelles Netz eingebunden durch Beratung, Dienstbesprechungen, Arbeitskreise, Supervision und Fortbildung. Die Kinder leben dagegen in einem kaum institutionell geprägten, weitgehend privaten Lebensraum, der viel Individualität und normalen Alltagsbezug gewährleistet.
Da die leiblichen Eltern für die fremd untergebrachten Kinder und Jugendlichen unverändert eine wesentliche Rolle spielen, ist die Elternarbeit ein wichtiger Bestandteil der Arbeit für die Fachkräfte in den sozialpädagogischen Lebensgemeinschaften.
In der Regel beinhaltet diese Betreuungsform eine mittel- bis langfristige Unterbringung und Jugendliche werden bei der Verselbstständigung begleitet und unterstützt. Rückführungen in die Herkunftsfamilie sind aber grundsätzlich auch möglich.
Die weltweit vertretenen Camphill-Gemeinschaften bestehen jeweils aus mehreren familiären, sozialpädagogischen Lebensgemeinschaften in einem dorfähnlichen Zusammenschluss.